# فهرست شرکت‌های هواپیمایی افغانستان
این مقاله شامل فهرست شرکت‌های هواپیمایی افغانستان است.

## شرکت‌های هواپیمایی تجاری
| شرکت هواپیمایی   | شرکت هواپیمایی (در پشتو)  | تصویر | ایکائو | یاتا | شناسه  | آغاز فعالیت |
| ---------------- | ------------------------- | ----- | ------ | ---- | ------ | ----------- |
| هواپیمایی آریانا | د آریانا افغان هوایی شرکت |       | AFG    | FG   | ARIANA | ۱۹۵۵        |
| کام ایر          | کام ایر                   |       | KMF    | RQ   | KAMGAR | ۲۰۰۳        |